# 井谷善恵
井谷善恵（いたに よしえ、井谷善惠、YOSHIE ITANI,D.Phil(Oxon)　1954年9月1日 - ）は、日本の美術史家。翻訳家。専門は、近代における輸出陶磁器を中心とした輸出工芸史、および異文化交流史。東京藝術大学グローバルサポートセンター特任教授。帝京大学医学部特任教授、日本コーヒー文化学会会長、現代手工芸作家協会会長、国際工芸交流機構代表理事、日本ポーセリン協会会長、アジア・テキスタイル文化研究所代表理事　日本旅行作家協会会員、日本翻訳家協会会員。　

## 来歴
兵庫県出身。
　1979年3月関西学院大学文学部フランス語学科卒業（文学士）
- 1998年3月関西学院大学大学院文学研究科博士課程前期課程美学専攻入学
- 2000年4月同　卒業（文学修士）
- 2000年9月ロンドン大学大学院 SOAS 修士課程入学
- 2001年6月同　卒業　Master of Arts（Distinction)
- 2001年9月オックスフォード大学大学院オリエント研究所博士課程入学
- 2006年3月オックスフォード大学大学院オリエント研究所より博士学位授与（Doctor of Philosophyにて博士号D.Phil(Oxon)を取得。

## 著書
- 『オールドノリタケの美』（東洋出版, 2000年）
- 『日本の美術と美術工藝』（小学館スクウェア, 2003年, 翻訳書　原著：Sir Rutherford Alcock, “Art and Art Industries in Japan” Virtue & Co,　1878）
- 『蒼海の財宝』（東洋出版, 2003年, 翻訳書　原著：Hugh Edwards, “Treasures of the Deep” Harper Collins Publishers, 2000）
- 『画帖―その華麗なる世界　森村組の画工たち』（（株）ノリタケアーティストクラブ, 2005年）
- 『甦る白瑠璃　コラレン－幻のオールド・ノリタケ』（平凡社, 2007年）
- 『オールドノリタケのアール・デコ』（平凡社, 2008年）
- 『オールド・ノリタケの歴史と背景』（里文出版, 2009年）
- 『漆への憧憬―ジャパニングと呼ばれた技法』（里文出版, 2010年　翻訳書　原著: John Stalker & George Parker, "A Treatise of JAPANNING and Varnishing", 1688）
- 『ロマンス・オブ・コーヒー 文化編』(いなほ書房,2011年 翻訳書　原著: W.H. Ukers, "The Romance of Coffee" The Tea and Coffee Trade Journal,1948）『オールドノリタケの美』東洋出版株式会社 2000年11月
- 『美術工芸の明日を担う20人』里文出版　2012年10月
- 『山本一洋の世界』平凡社　2013年2月
- 『オールドノリタケー近代磁器の煌めき』いなほ書房　2017年2月
- 『インドネシアカインへの憧憬』2018年4月　いなほ書房
- 『藪明山ー明治工藝　白眉の藝術起業家』2019年9月　いなほ書房

### 共編著
- 『煌めきの刻』（里文出版, 2009年）

### 雑誌
『珈琲と文化』『珈琲の四季』など

## 論文
- 「三田青磁について」『近代陶磁』3号（2002年）
- 「明治期における輸出磁器のデザインについて」,『デザイン理論』No.44 (2004)
- 「19世紀以降のアメリカ磁器市場について」『近代陶磁』5号（2004年）
- 「明治期の名古屋における外国商社の活躍とその作品について」『近代陶磁』8号（2007年）
- 「大倉孫兵衛の軌跡―錦絵版元ならびに輸出磁器メーカーの経営者として」『大倉山論集』54号（2008年）

など